# 依田川
依田川（よだがわ）は、長野県内を流れる信濃川水系の一級河川。流域は依田窪地方と称される。

## 地理
長野県中央部の筑摩山地の東斜面を流域とする水系で、上流は数条に分かれる。本流は和田峠に発する和田川であり、北北東に流下して上田市大屋で千曲川に直角に合流する。本流は延長39.349キロメートルであるが、途中で大門峠から北流する大門川、武石峠から東流する武石川、三才山から東流する内村川を合わせる。
本支流はいずれも谷平野が細長く、下流から上流の谷頭までに達しているが、平地は6パーセントと狭い。江戸時代には水量の乏しい塩田平へ引水する計画が何度も持ち上がったが成功せず、昭和29年（1954年）に上田市腰越から二ッ木峠に隧道を通して途中の堰を活用するなどで通水を完成させている。上流には複数の水力発電所がある。

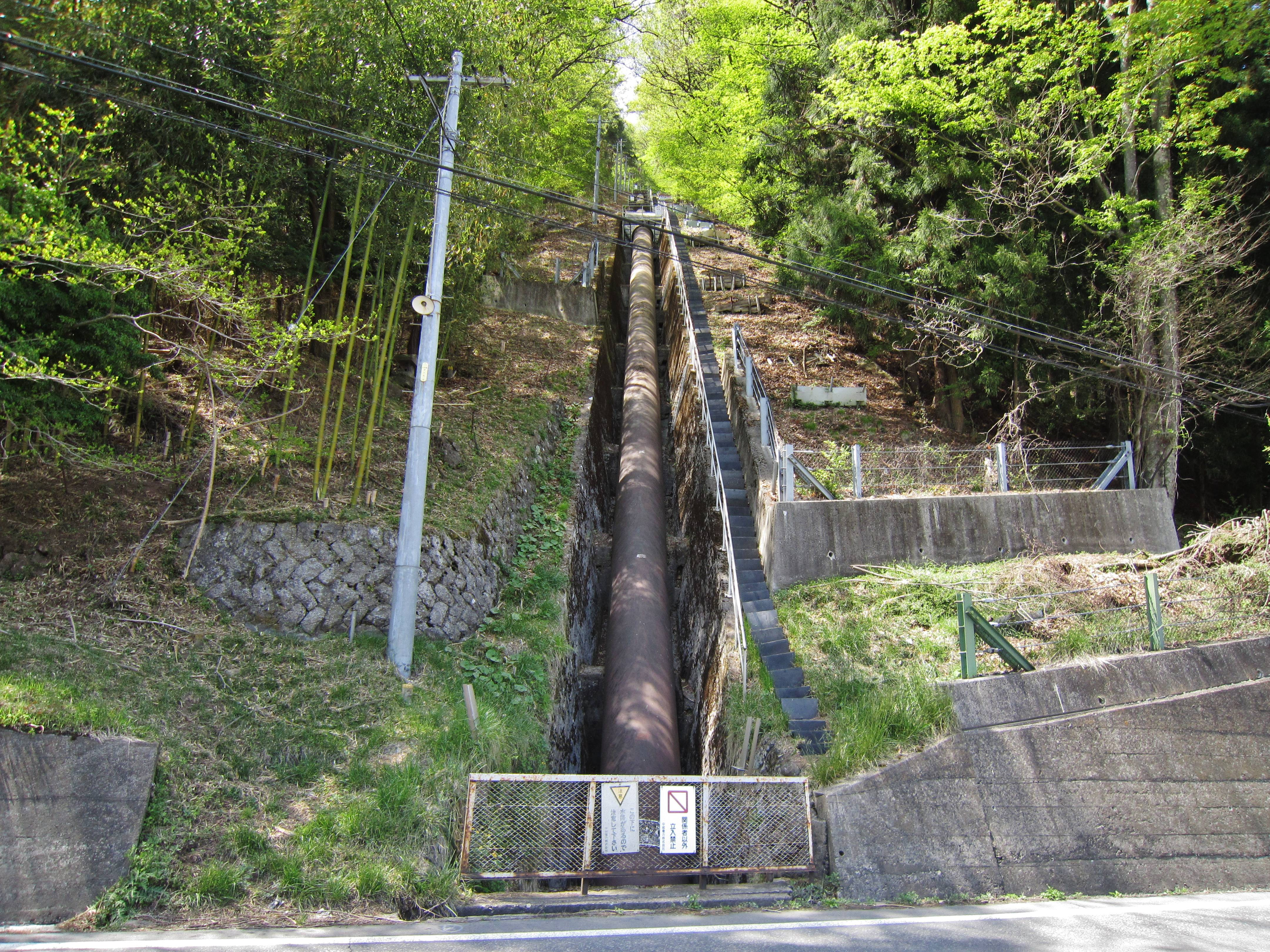
和田発電所
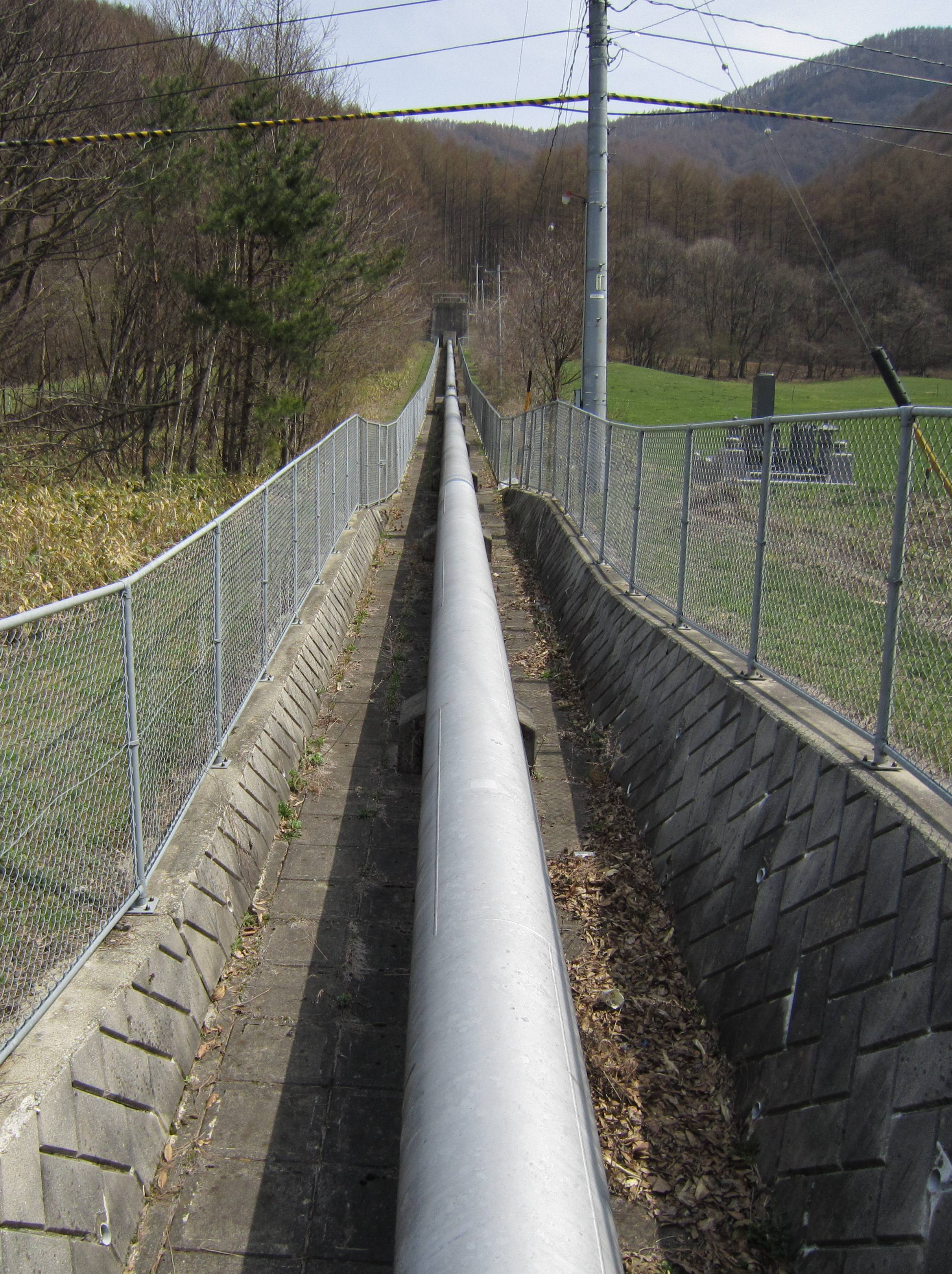
武石発電所